# Francouzská móda

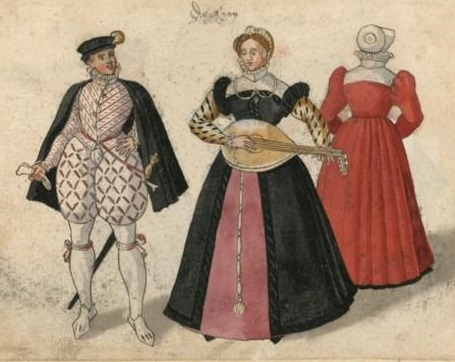
Móda 16. století pro Švýcarsko, Německo, Benátky a Paříž.

Francouzská móda je proslulá především svoji extravagancí a jednoduchostí. Ve Francii se nachází i mnoho prestižních škol a univerzit, kde se mohou zájemci studovat módní návrhářství, návrhářství bot, doplňků a šperků, módní fotografie, předpovídání trendů, marketing a to na vysoké úrovni. Občané mají také možnost účastnit se kurzů, pokud nemají čas na dlouhodobé studium. To je důvod, proč je Francie zemí módy, počátky to má ale samozřejmě již v historii.

## Historie
Proslavení Francie v oblasti módy začalo v 17. století, kdy na trůn usedl Ludvík XIV., přezdívaný jako „král slunce“. Žil v královském paláci ve Versailles. Jeho vášeň pro tanec je známa. Také je považován za jednoho ze zakladatelů baletu. Velmi se také zajímal a dbal na módu a tím ve své době Francii proslavil. Jednalo se o barokní módu, kdy oděv byl rozevlátý a vzdušný, důraz byl kladen na lidskou siluetu. Francouzská móda byla protikladem španělské, škrobené módy. Každý měsíc byly z Francie do celé Evropy posílány figurky v nových módních trendech a tak se celá Evropa snažila módu Ludvíka XIV. kopírovat.
Mužský oblek se skládal z košile, saka, vesty a kalhot. Každá část byla zdobena, velmi jemně. V této době se poprvé začala šít saka s kapsami a rozparkem, který byl vytvořen kvůli pohodlnější jízdě na koni. Rukávy košile byly delší než rukávy saka a manžety košile byly ozdobeny výraznou krajkou. Límec košile byl ozdoben tzv. žabó, který je jakýmsi předchůdcem kravaty nebo motýlka. Dále muži nosili punčochy v pastelových barvách vyrobené z hedvábí.
U ženského oděvu byl kladen důraz na štíhlý pas, takže živůtek byl vyztužován šněrovačkou. Sukně byly prvně splývavé, postupně se začaly tvarovat obručemi do širokých rozměrů. Sukně byly ušity z několika dílů různých barev, ty nejluxusnější byly šity z hedvábí a brokátu. Díky této módě byla žena považována za ozdobu královských dvorů.
Obuv a módní doplňky – Nosila se obuv se zaoblenou špicí a podpatkem, obě boty byly stejné, nebyla rozlišena levá a pravá bota. Ludvík vymyslel nový módní doplněk - paruku, která se stala symbolem vznešenosti. Ženy nosily slunečník a vějíř, muži zase kord a klobouk trojhranného tvaru s pérem. Vysoce postavení muži i ženy nosily vyšívané rukavice a rukávník.

## Současné francouzské značky
- Lanvin – tento módní dům vznikl v roce 1909 díky návrhářce Jeanne Lanvinové, která původně šila pouze pro svou dceru.
- Camaieu – tato značka existuje od roku 1984 a vznikla v Roubaix. Tato značka představuje cenově snadno dostupnou dámskou módu.
- Dior – tato firma vznikla v roce 1946 a patří mezi nejžádanější na trhu.
- Promod – tato značka existuje od roku 1975, je oblíbena obyčejnými ženami, protože vyrábí módní, ale ne extravagantní oblečení.
- Cartier – tato původně rodinná firma vznikla v roce 1847. Její móda je oblíbená i u hollywoodských hvězd.
- Yves Saint Laurent – existuje od roku 1962, Laurent původně spolupracoval s Diorem
- Christian Louboutin – tato značka existuje od roku 1991, návrhář bot Christian Louboutin dělá z dámských bot šperky.
- Un Deux Trois – tato značka existuje od roku 1983. Navrhuje pro ni Eva Herzigová.
- Chanel – tato značka existuje od roku 1909. Gabrielle Chanel začínala výrobou klobouků a později přidala i oblečení a doplňky
- Louis Vuitton – tato značka existuje od roku 1854, vyrábí kabelky a zavazadla ale zahrnuje téměř vše, co je s módou alespoň trochu spojeno.
- Lacoste – tato značka byla založena roku 1933 tenistou Lacostem, proto má také značka tenisový image.
- Etam – tato značka existuje od roku 1916 a vyrábí spodní prádlo.
- Balmain – tato značka existuje od roku 1945, vznikla v poválečném období.
- Chloé – tato značka existuje od roku 1952 a založila ji návrhářka Gaby Aghionová, která jako první vytvořila kolekci ready-to-wear, kterou dnes produkují všechny módní domy.
- Celine – tato značka existuje od roku 1945, původně se zaměřovala pouze na dětskou obuv, dnes vyrábí i oblečení a doplňky pro dospělé
- Vanessa Bruno – tato značka existuje od roku 1996, založila ji pařížská návrhářka, modelka, zpěvačka a herečka Vanessa Bruno, jedná se o luxusní módu[3]